# Гаврин, Владимир Николаевич
Влади́мир Никола́евич Гаврин (род. 15 апреля 1941 года в г. Комсомольске-на-Амуре) — российский физик, академик РАН (2022).

## Биография
Родился 15 апреля 1941 года в г. Комсомольске-на-Амуре, в семье строителей. Отец — Гаврин Николай Матвеевич (1912—1949) — инженер-строитель, мать, Гаврина Агафья Гавриловна (1915—1944) — экономист.
В 1965 году окончил физический факультет МГУ и был принят стажёром-исследователем в Лабораторию нейтрино, созданную академиком М. А. Марковым при поддержке Г. Т. Зацепина и А. Е. Чудаковым в Физическом институте имени П. Н. Лебедева АН СССР.
В 1971 году Лаборатория нейтрино вместе со строящейся Баксанской нейтринной обсерваторией переподчинена и вошла в состав Института ядерных исследований РАН, который был образован в 1970 году.
В 1972 году становится руководителем группы по разработке хлор-аргонового детектора солнечных нейтрино в составе Лаборатории нейтринной астрофизики Г. Т. Зацепина.
В 1976 году — защита кандидатской диссертации.
В 1977 году назначается руководителем Сектора радиохимических методов детектирования нейтрино.
С 1986 года руководит Лабораторией радиохимических методов детектирования нейтрино в Отделе лептонов высоких энергий и нейтринной астрофизики и Лабораторию галлий-германиевого нейтринного телескопа в Баксанской нейтринной обсерватории.
В 2006 году — защита докторской диссертации, тема: «Измерение потока солнечных нейтрино Галлий-германиевым телескопом (Российско-Американский галлиевый эксперимент — SAGE)».
В 2007 году присвоено звание профессора по специальности «физика атомного ядра и элементарных частиц».
В 2011 году избран членом-корреспондентом РАН (секции ядерной физики Отделения физических наук РАН).
В 2022 году избран академиком РАН.

### Научная деятельность
Внёс определяющий вклад в развитие радиохимических методов детектирования солнечных нейтрино, в разработку технологий извлечения единичных атомов из многотонных мишеней и создание уникальной научно-исследовательской установки — первого в мире подземного Галлий-германиевого нейтринного телескопа.
Выполняемые под его руководством и при его непосредственном участии многолетние фундаментальные научные исследования на Галлий-германиевом нейтринном телескопе стали важнейшим этапом в решении проблемы солнечных нейтрино.
Полученные результаты привели к выводу об экспериментальном подтверждении термоядерной природы источника энергии Солнца. Ещё более важно, что они впервые показали наличие дефицита солнечных нейтрино во всём диапазоне энергий нейтрино. Это позволило исключить возможность астрофизического решения проблемы солнечных нейтрино (путём модификации модели Солнца) и сделать однозначный вывод о существовании нейтринных осцилляций.
Таким образом, создание Галлий-германиевого нейтринного телескопа и получение на нём фундаментальных научных результатов стало одним из главных итогов развития российской программы в области физики нейтрино и нейтринной астрофизики.
В. Н. Гаврин стал инициатором создания широко известной российско-американской коллаборации SAGE, работой которой руководит с российской стороны. Многолетнее сотрудничество позволило использовать накопленный опыт обеих сторон в изготовлении уникального научного оборудования и проведении экспериментов на Галлий-германиевом нейтринном телескопе ИЯИ РАН.
В. Н. Гаврин сыграл решающую роль в разработке методики и создании искусственных источников нейтрино высокой интенсивности, подготовке и проведении уникальных экспериментов по калибровке Галлий-германиевого нейтринного телескопа с помощью этих источников. В разные годы было создано два источника нейтрино: один на основе хрома-51, активностью 517 кКи, и затем источник на основе аргона-37, активностью 409 кКи.
Анализ результатов проведённых на Галлий-германиевом нейтринном телескопе калибровочных экспериментов с искусственными источниками электронных нейтрино выявил неожиданное разногласие между измеренной и ожидаемой величинами потока нейтрино от источников. Это может быть указанием, что стандартная картина нейтринных осцилляций может быть неполной. Подобные указания были также получены в аналогичных измерениях с источниками в галлиевом эксперименте GALLEX, в ускорительных и реакторных нейтринных экспериментах. В настоящее время для исследования природы этой аномалии В. Н. Гавриным предложена концепция нового галлиевого эксперимента с искусственным источником нейтрино высокой интенсивности и с оптимизированной геометрией галлиевой мишени.

## Награды
- Государственная премия Российской Федерации в области науки и техники (в составе авторского коллектива, за 1998 год) — «За создание Баксанской нейтринной обсерватории и исследования в области нейтринной астрофизики, физики элементарных частиц и космических лучей»
- Премия имени Бруно Понтекорво (совместно с Г. Т Зацепиным, за 2000 год) — за выдающийся вклад в исследования солнечных нейтрино галлий-германиевым методом в Баксанской нейтринной обсерватории
- Его имя внесено в Книгу Почёта ИЯИ РАН (2000)
- Премия имени академика М. А. Маркова (совместно с В. А. Кузьминым, Т. Дж. Боулсом[англ.], за 2003 год) — за выдающийся вклад в фундаментальную физику и развитие исследований по проблеме солнечных нейтрино группе
- Золотая медаль имени Д. В. Скобельцына (2009) — за выдающийся вклад в исследование солнечных нейтрино и в открытие нейтринных осцилляций
- Благодарность Президента Российской Федерации (5 февраля 2024 года) — за заслуги в развитии отечественной науки, многолетнюю плодотворную деятельность и в связи с 300-летием со дня основания Российской академии наук[1]